# Морріс Тауншип (округ Вашингтон, Пенсільванія)
Морріс Тауншип (англ. Morris Township) — селище (англ. township) в США, в окрузі Вашингтон штату Пенсільванія. Населення — 909 осіб (2020).

## Демографія
Згідно з переписом 2010 року, у селищі мешкало 1105 осіб у 413 домогосподарствах у складі 307 родин. Було 451 помешкання
Расовий склад населення:
| - 97,0 % — білих - 1,3 % — чорних або афроамериканців - 0,7 % — корінних американців - 0,1 % — азіатів |

До двох чи більше рас належало 0,6 %. Частка іспаномовних становила 1,7 % від усіх жителів.
За віковим діапазоном населення розподілялося таким чином: 23,4 % — особи молодші 18 років, 63,1 % — особи у віці 18—64 років, 13,5 % — особи у віці 65 років та старші. Медіана віку мешканця становила 43,4 року. На 100 осіб жіночої статі у селищі припадало 115,8 чоловіків;  на 100 жінок у віці від 18 років та старших — 107,4 чоловіків також старших 18 років.
Середній дохід на одне домашнє господарство  становив 70 101 долар США (медіана — 57 250), а середній дохід на одну сім'ю — 77 564 долари (медіана — 65 000). Медіана доходів становила 55 179 доларів для чоловіків та 34 444 долари для жінок. За межею бідності перебувало 10,9 % осіб, у тому числі 18,3 % дітей у віці до 18 років та 8,3 % осіб у віці 65 років та старших.
Цивільне працевлаштоване населення становило 452 особи. Основні галузі зайнятості: виробництво — 19,0 %, освіта, охорона здоров'я та соціальна допомога — 16,8 %, будівництво — 10,8 %, роздрібна торгівля — 9,3 %.